# GRB 970508
GRB 970508は、1997年5月8日21時42分UTCに発見されたガンマ線バーストである。ガンマ線バーストは、遠方の銀河内で爆発が起こり、ガンマ線を放出する非常に光度の大きい閃光であり、最もエネルギーの大きい電磁波の放出現象である。しばしば、より長い波長（X線、紫外線、可視光線、赤外線、電波）の残光が長時間残る。
GRB 970508は、イタリアとオランダのX線天文学のための人工衛星ベッポサックスによる観測で発見された。天文学者マーク・メツガーは、GRB 970508は地球から約60億光年の距離にあることを推定したが、これはガンマ線バーストまでの距離が測定された初めての例だった。
このバーストが起こるまで、ガンマ線バーストが地球からどれだけ離れたところで起こるかについて、学界の中での合意はなかった。小さなエネルギーのバーストが銀河系の中で起こると考える説や、遠く離れた他の銀河で非常に大きなエネルギーのバーストが起こると考える説があった。複数のタイプのガンマ線バーストが存在して、どちらの説も排除されない可能性もあったが、距離の測定によってガンマ線バーストの発生源が銀河系外にあることが明白になり、議論に終止符が打たれた。
GRB 970508は、残光の周波数が初めて測定されたガンマ線バーストでもある。電波シグナルの変動を分析することで、天文学者デール・フレイルは、電波源はほぼ光速で拡大していることを計算した。この結果から、ガンマ線バーストは相対性理論的な拡大を伴う爆発であることが強く示された。

## 発見

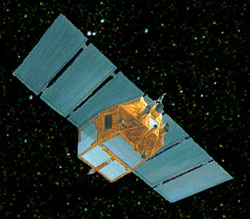
軌道上のベッポサックスの想像図

ガンマ線バーストは、非常に強い光度のガンマ線の閃光であり、最も強い電磁波放射の形である。ガンマ線バーストは1967年に、宇宙空間での核爆発を発見するために設計された人工衛星ヴェラによって初めて発見された。最初の爆発の後にはしばしば長寿命で長い波長の残光が続く。最初に発見されたガンマ線バーストの残光はGRB 970228のX線で、X線を研究するために設計されたベッポサックスによって発見された。
1997年5月8日21時42分UTC、ベッポサックスのガンマ線バーストモニターは、約15秒間続いたガンマ線バーストを記録した。これは、太陽の調査のために設計された無人探査機ユリシーズやコンプトンガンマ線観測衛星のBurst and Transient Source Experiment(BATSE)によっても検出された。このバーストは、ベッポサックスの2つの広域X線カメラの視野に入っており、ベッポサックスのチームは数時間のうちに、その場所を直径約10分の範囲に絞り込んだ。

## 観測

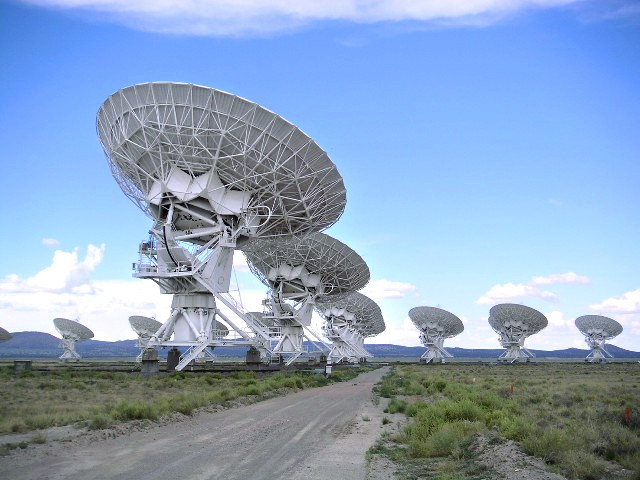
ニューメキシコ州にある超大型干渉電波望遠鏡群

バーストのおおよその位置が決定された後、ベッポサックスのチームのエンリコ・コスタは、アメリカ国立電波天文台で超大型干渉電波望遠鏡群を担当するデール・フレイルと連絡を取った。フレイルは発見から4時間以内の1時30分UTCに20cmの波長の観測を始めた。観測の準備を行っている間、フレイルはヘール望遠鏡を用いた研究を行っていた天文学者のスタニスラフ・ジョルゴフスキーと連絡を取った。ジョルゴフスキーはすぐにデジタイズド・スカイ・サーベイで得られた過去の画像と比較してみたが、その領域に新しい電波源はなかった。ジョルゴフスキーの同僚でカリフォルニア工科大学の天文台に勤めるマーク・メツガーはさらに詳細にデータを分析したが、やはり電波源の同定はできなかった。
翌夕、ジョルゴフスキーは再びこの領域を観測した。5月8日と5月9日の両夜の画像を比べたが、光度の減少している天体は見つからなかった。メツガーは光度が増大した天体に気付いたが、それはガンマ線バーストの残光ではなく変光星だろうと判断した。ヤン・ファン・パラディスに率いられたアムステルダムのチームのティトゥス・ガラマとポール・グルートは、5月8日にアリゾナ州のWIYN望遠鏡で撮影された画像と5月9日にカナリア諸島のウィリアム・ハーシェル望遠鏡で撮影された画像を比較したが、やはりこの期間に光度が減少している天体を見つけることはできなかった。
バーストのX線残光の発見後、ベッポサックスのチームはより正確な位置を突き止め、メツガーが変光星だと推定した天体がまだこの狭い範囲に残っていることが分かった。カリフォルニア工科大学とアムステルダムのチームは、この変光性の天体についての結論を公表することをためらった。5月10日、宇宙望遠鏡科学研究所のハワード・ボンドは彼の発見を発表し、これは後にガンマ線バースターの可視光の残光であることが確認された。
1997年5月10日から11日にかけての夜、メツガーの同僚のチャールズ・スティーデルはW・M・ケック天文台で変光性の天体のスペクトルを記録した。彼はそのデータをメツガーに送ると、メツガーは後にz = 0.8349 ± 0.0002の赤方偏移からマグネシウムと鉄の吸収線を同定し、バーストからの光は地球から約60億光年先の物質に吸収されていることを示した。バーストの赤方偏移自体は決定されていないが、バーストと地球の間に吸収物質の存在は必要になり、バーストは少なくともそれより遠いことになる。スペクトル線にライマン・アルファの森を欠いていることから、赤方偏移はz ≦ 2.3となるが、シカゴ大学のダニエル・リチャートによるさらに詳しい研究により、赤色偏移はz ≒ 1.09と提案された。これは、ガンマ線バーストの赤方偏移が測定された初めての例だった。いくつかの光学スペクトルもカラル・アルト天文台において430-710 nmと350-800 nmの波長で得られたが、輝線は見られなかった。
GRB 970508の発見から5日後の5月13日、フレイルは超大型干渉電波望遠鏡群での観測を再開した。彼はバーストのあった領域を3.5 cmの波長で観測すると、すぐに強いシグナルを検出した。24時間後、3.5 cmのシグナルは有意に強くなり、また6 cmと21 cmにもシグナルが検出された。これは、ガンマ線バーストの残光電波の初めての確かな観測であった。
それから1カ月、フレイルは電波源の光度が日ごとにかなり変動しながら徐々に増大していることを観測した。変動は観測波長全てで同時には起こらなかったが、プリンストン大学のジェレミー・グッドマンはこれを電波が銀河系内の恒星間プラズマによって曲げられているためだと説明した。このような電波の光度の変動は、天体の見かけの直径が3マイクロ秒以内の時にのみ起こる現象だった。

## 特徴
ベッポサックスのガンマ線バーストモニターは、40-700keVのエネルギー範囲で1.85 ± 0.3 nJ/m2の流束を記録した。広域カメラ(2-26 keV)は0.7 ± 0.1 nJ/m2の流束を記録した。BATSE (20-1000 keV)は3.1 ± 0.2 nJ/mの流束を記録した。
バーストの5時間後、天体の視等級は、Uバンド（紫外線領域）で20.3 ± 0.3、Rバンド（赤色光領域）で21.2 ± 0.1に達した。残光は、Uバンドでは5月11日2時13分UTC(Uバンド)に19.6 ± 0.3、Rバンドでは5月10日20時55分UTCに19.8 ± 0.2のピークに達した。
キットピーク国立天文台の天文学者ジェームズ・ローズはバーストを分析し、これが強いビームではないことを突き止めた。フレイルらによる更なる分析で、バーストから放出される合計のエネルギーは約5×1043 Jと示し、またローズはガンマ線の合計のエネルギーは約3×1043 Jであると示した。このことは、ガンマ線とバーストの噴射の運動エネルギーは同じ程度で、ガンマ線の生産効率が悪いモデルは排除できることが示唆された。

## 距離とモデル
このバーストが起こるまで、ガンマ線バーストが地球からどれくらい離れた場所で起こるのかについての天文学者の間の共通認識はなかった。バーストの等方性分布からは、これらが銀河系のディスクの中にはないことを示唆していたが、ガンマ線バーストは銀河系の銀河ハローの中に位置し、エネルギーが高くないため明るく見えないのだと主張する天文学者もいた。一方、ガンマ線バーストは宇宙論的距離がある他の銀河内にあり、非常にエネルギーが大きいために検出ができると考える天文学者もいた。距離の測定とバーストの合計エネルギーの計算結果は、明白に後者の説を支持しており、この議論には終止符が打たれた。
5月の1ヶ月間で、電波強度の変動は目立たなくなった。これは、発見された時にすでに電波源がかなり拡張していたことを示していた。電波源までの既知の距離と変動が終わるまでの経過時間から、フレイルは電波源はほぼ光速で膨張していたことを計算した。既存のいくつかのモデルでは相対論的速度で拡張する天体の概念を内包していたが、この発見はそのようなモデルを支持する最初の強力な証拠になった。

## ホスト銀河

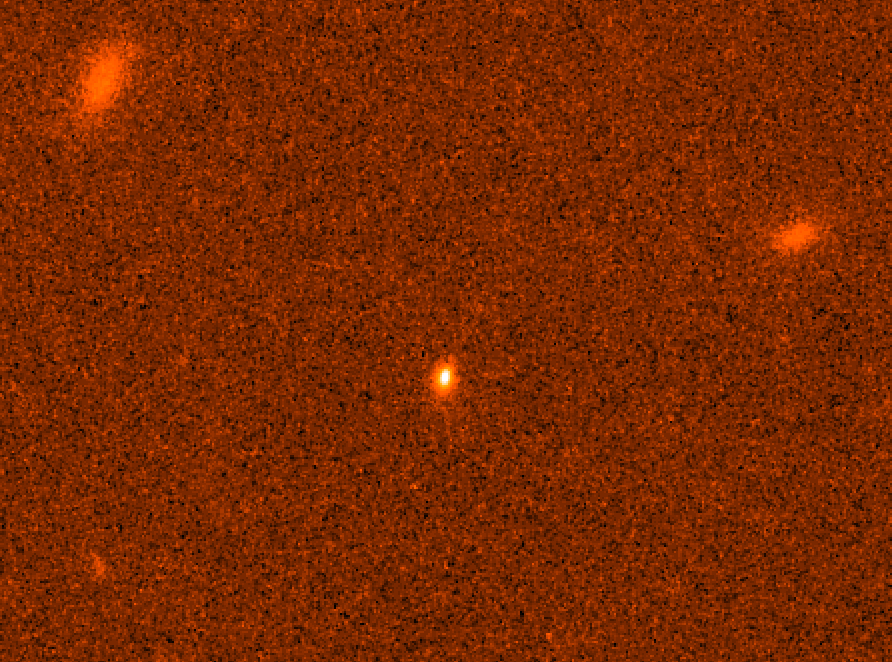
1998年8月に撮影されたGRB 970508のホスト銀河

GRB 970508の残光は、最初に検出されてから19.82日後に最大の光度に達した後、約100日間かけて冪乗則に従って徐々に暗くなり、最終的には視等級V = 25.4 ± 0.15の星形成が盛んな矮小銀河を残して消滅した。
ホスト銀河のディスクは扁平率0.70 ± 0.07の自然対数の底の形であった。GRB 970508の残光の赤色偏移z = 0.835はホスト銀河の赤色偏移z = 0.83とほぼ一致し、以前に観測されたバーストと異なり、GRB 970508は活動銀河核と関連しているらしいことが明らかとなった。